# Corale Giuseppe Verdi (Teramo)
L'Associazione Corale "G. Verdi" di Teramo è un'associazione musicale nata nel 1948.

## Storia
Fondata nel 1948 da Ennio Vetuschi, che l'ha diretta fino al 2006, risulta essere la più antica corale d'Abruzzo, oltre che punto di riferimento in particolare della musica popolare. Attualmente è diretta da Antonio Di Marco. Tiene numerosi concerti di musica folkloristica e polifonica ed è impegnata in repertori d'autore (Mozart, Händel, Vivaldi, Haydn e altri) con orchestra.
Numerose sono state le tournée estere (tra i paesi di attività figurano Libia, Germania, Russia, Polonia, Belgio, Francia, Svizzera, Austria, Canada, Repubblica Ceca, Jugoslavia, Grecia, Slovenia, Croazia, Spagna, Serbia, Montenegro). La Corale ha partecipato inoltre alla Settimana della Cultura Italiana a Potsdam, in rappresentanza dell'Italia.
La Corale ha preso parte ad importanti rassegne e concorsi, anche internazionali, come il Concorso polifonico Guido Monaco di Arezzo, il Concorso Nazionale di Vittorio Veneto e Les Reincontres Internationales di Tours.
Nel 1958 ha vinto il concorso della RAI Voci e volti della fortuna. Nel 1994 dà vita alla Rassegna Polifonica Aprutina e nel 1999 alla manifestazione musicale Giugno in coro. Nel 2002 si è esibita in onore del Presidente della Repubblica Italiana Carlo Azeglio Ciampi.
La sede della Corale è nell'ex convento di San Giovanni a Scorzone, in piazza Giuseppe Verdi, sede del liceo musicale "Gaetano Braga"; tuttavia dopo danni riportati dall'edificio nell terremoto del 2016, la sede si trova in uno stabile presso il Convitto nazionale "Melchiorre Delfico".

## Pubblicazioni
- Ennio Vetuschi, Canti popolari abruzzesi (1980)
- Margherita Di Francesco, In coro: storia, cultura e profili dal 1948 al 1998 (1998)

## Discografia
- La selva morale e spirituale (1997)
- Vola vola vola